# Championship League
Die Championship League ist ein Snooker-Einladungsturnier, das von Matchroom Sport veranstaltet wird. Es fand von 2008 bis 2016 im Crondon Park Golf Club in Stock (Essex) in England statt. 2017 und 2018 wurde in Coventry gespielt, ebenso 2019 bis zur sechsten Gruppe, die siebte Gruppe und die Winners' Group wurde in Barnsley ausgetragen. 2019/20 zog das Turnier nach Leicester um. 2020 wurde mit einem neuen Format in Milton Keynes gespielt. An selber Stelle im selben Kalenderjahr fand das Turnier im September und Oktober erstmals als Weltranglistenturnier statt. Danach wechselte das Format mehrfach und kehrte wieder nach Leicester zurück.

## Format
Das Turnier besteht aus sieben Gruppen mit je sieben Spielern. Die ersten vier jeder Gruppentabelle spielen Halbfinale und Finale und ermitteln so einen Gruppensieger. Dieser qualifiziert sich für die sogenannte Winners’ Group. Die untersten zwei jeder Gruppentabelle scheiden aus dem Wettbewerb aus und die verbleibenden vier Spieler treten in der nächsten Gruppe wieder an, wo sie auf drei weitere Spieler treffen. Der Gruppensieger der Winners’ Group ist dann schließlich der Gesamtsieger des Turniers. Dieser bekam bis 2012 einen Platz bei der folgenden Premier League Snooker und seit 2013 für das folgende Champion of Champions. Jeweils zwei Gruppenrunden werden nacheinander gespielt, so dass sich vier Termine pro Saison ergeben. Diese werden üblicherweise auf drei Monate verteilt, wobei Runde 1 und 2 in der ersten oder zweiten Woche des Jahres und das Finale im März gespielt wird. 2019/20 wurde erstmals der Start auf den vorhergehenden Oktober (2019) vorverlegt, das Finale blieb aber im März (2020). 
Im Verlauf der Saison 2019/20 fand ein weiteres Championship-League-Event statt. Aufgrund der COVID-19-Pandemie im Frühjahr 2020 war die Saison unterbrochen worden und das Turnier diente zur Vorbereitung für die Wiederaufnahme. Es hatte ein neues Format, wobei diesmal 64 Spieler teilnehmen. Drei Phasen von Gruppenmatches wurden gespielt und es gab inklusive Finale keine K.o.-Matches, was bedeutete, dass der Sieger des Turniers der Gewinner der finalen Gruppe war. Zu Beginn der nächsten Saison fand noch im Spätsommer 2020 eine weitere Championship League statt. Diese war zwar nun ein Ranglistenturnieren, an dem 128 Spieler teilnahmen, dennoch ähnelte das Format dem Format der vorherigen Ausgabe wenige Monate zuvor. Allerdings wurde im Anschluss an die dritte, letzte Gruppenphase mit den beiden Gruppensiegern ein Endspiel ausgespielt, was Kyren Wilson gegen Judd Trump für sich entscheiden konnte.

## Sieger
| Jahr    | Austragungsort                              | Sieger          | Ergebnis | Finalist(en)                                    | Saison  |
| ------- | ------------------------------------------- | --------------- | -------- | ----------------------------------------------- | ------- |
| 2008    | Stock, Essex Crondon Park Golf Club         | Joe Perry       | 3:1      | Mark Selby                                      | 2007/08 |
| 2009    | Stock, Essex Crondon Park Golf Club         | Judd Trump      | 3:2      | Mark Selby                                      | 2008/09 |
| 2010    | Stock, Essex Crondon Park Golf Club         | Marco Fu        | 3:2      | Mark Allen                                      | 2009/10 |
| 2011    | Stock, Essex Crondon Park Golf Club         | Matthew Stevens | 3:1      | Shaun Murphy                                    | 2010/11 |
| 2012    | Stock, Essex Crondon Park Golf Club         | Ding Junhui     | 3:1      | Judd Trump                                      | 2011/12 |
| 2013    | Stock, Essex Crondon Park Golf Club         | Martin Gould    | 3:2      | Allister Carter                                 | 2012/13 |
| 2014    | Stock, Essex Crondon Park Golf Club         | Judd Trump      | 3:1      | Martin Gould                                    | 2013/14 |
| 2015    | Stock, Essex Crondon Park Golf Club         | Stuart Bingham  | 3:2      | Mark Davis                                      | 2014/15 |
| 2016    | Stock, Essex Crondon Park Golf Club         | Judd Trump      | 3:2      | Ronnie O’Sullivan                               | 2015/16 |
| 2017    | Coventry Ricoh Arena                        | John Higgins    | 3:0      | Ryan Day                                        | 2016/17 |
| 2018    | Coventry Ricoh Arena                        | John Higgins    | 3:2      | Zhou Yuelong                                    | 2017/18 |
| 2019    | Coventry – Ricoh Arena Barnsley – Metrodome | Martin Gould    | 3:1      | Jack Lisowski                                   | 2018/19 |
| 2019/20 | Leicester – Morningside Arena               | Scott Donaldson | 3:0      | Graeme Dott                                     | 2019/20 |
| 2020 I  | Milton Keynes Marshall Arena                | Luca Brecel     | –        | 2. Ben Woollaston 3. Stuart Bingham 4. Ryan Day | 2019/20 |
| 2020 II | Milton Keynes – Marshall Arena              | Kyren Wilson    | 3:1      | Judd Trump                                      | 2020/21 |
| 2021 I  | Milton Keynes – Ballroom, Stadium MK        | Kyren Wilson    | 3:2      | Mark Williams                                   | 2020/21 |
| 2021 II | Leicester – Morningside Arena               | David Gilbert   | 3:1      | Mark Allen                                      | 2021/22 |
| 2021/22 | Leicester – Morningside Arena               | John Higgins    | 3:2      | Stuart Bingham                                  | 2021/22 |
| 2022    | Leicester – Morningside Arena               | Luca Brecel     | 3:1      | Lu Ning                                         | 2022/23 |
| 2022/23 | Leicester – Morningside Arena               | John Higgins    | 3:1      | Judd Trump                                      | 2022/23 |
| 2023    | Leicester – Morningside Arena               | Shaun Murphy    | 3:0      | Mark Williams                                   | 2023/24 |
| 2024 I  | Leicester – Morningside Arena               | Mark Selby      | 3:1      | Joe O’Connor                                    | 2023/24 |
| 2024 II | Leicester – Mattioli Arena                  | Ali Carter      | 3:1      | Jackson Page                                    | 2024/25 |
| 2025    | Leicester – Mattioli Arena                  | Mark Selby      | 3:0      | Kyren Wilson                                    | 2024/25 |
| 2025 II | Leicester – Mattioli Arena                  | Stephen Maguire | 3:1      | Joe O’Connor                                    | 2025/26 |

|  |  | Ranglistenturnier |